# 川原湯溫泉站

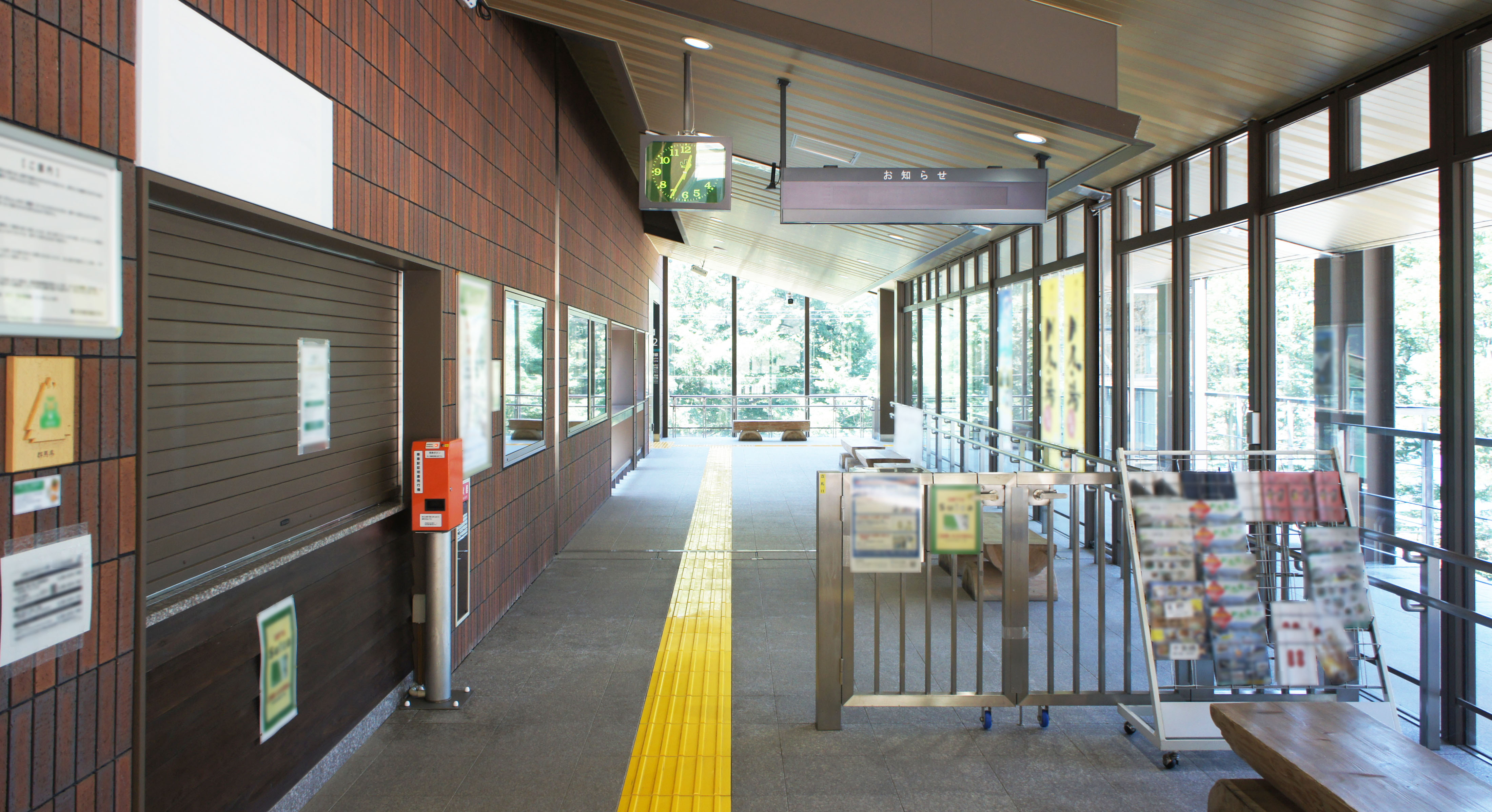
驗票口（2021年7月）

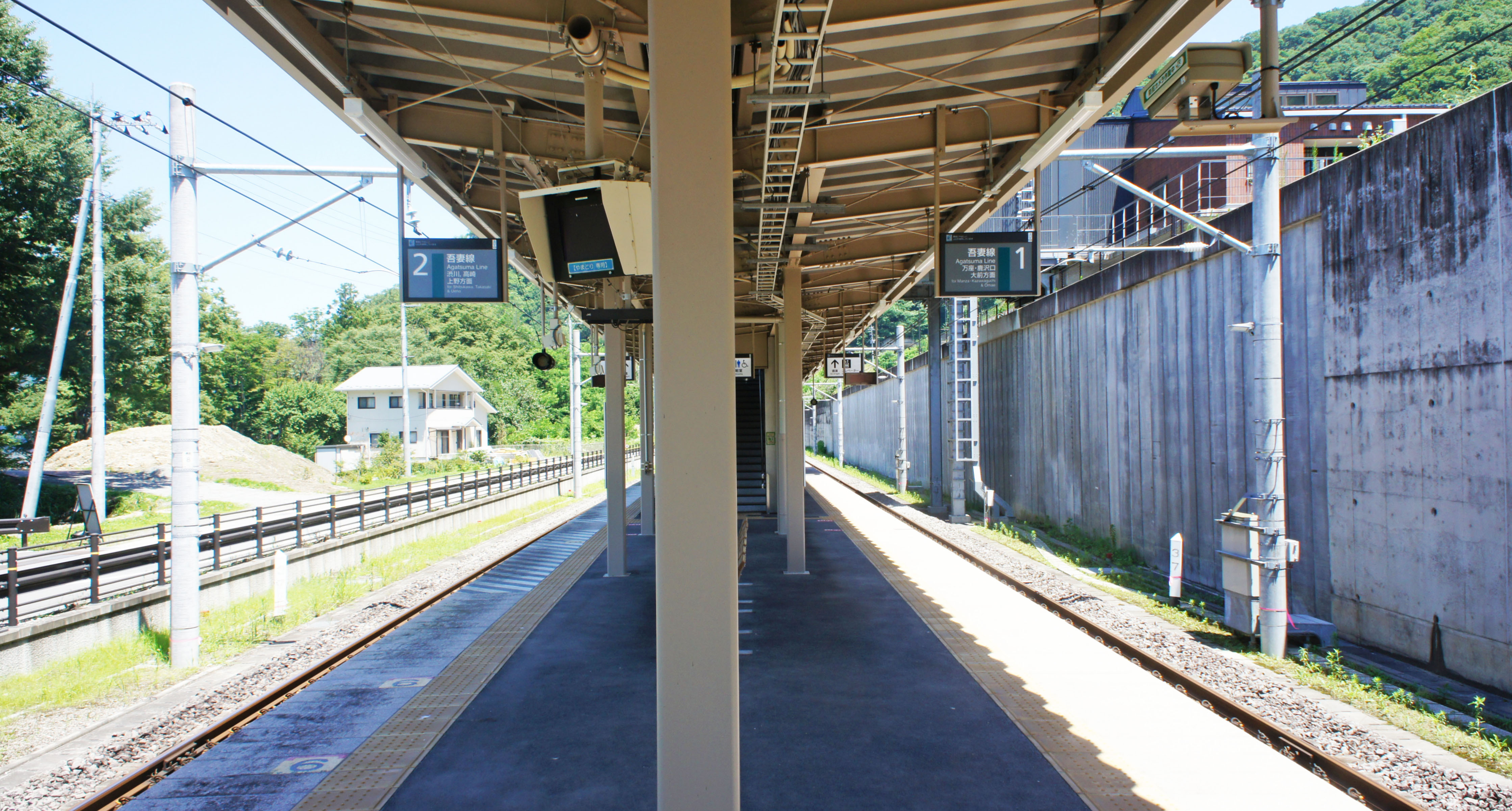
月台（2021年7月）

川原湯溫泉站（日语：／ Kawarayu-Onsen eki */?）是位於群馬縣吾妻郡長野原町大字川原湯234番地，屬於東日本旅客鐵道（JR東日本）的吾妻線車站。

## 概要
本站位於長野原町東部，是最接近川原湯溫泉的鐵路車站。隨著建設八場水壩，包括舊站在內的川原湯地區和川原畑地區等一帶將會被水淹沒，因此吾妻線的線路需要遷移。本站也在2014年10月從舊車站向西南遷移約1.5公里。新車站比舊車站的海拔高約70米。
隨著建設八場水壩，使車站需要遷移之際，國土交通省已經在1995年，從一名男性地主取得新站用地。在2014年9月毎日新聞報導中，新車站位置沒有替代用地。後來新站用地轉讓給JR東日本。截至2014年，新站的物業稅需要繼續由地主支付，在異常狀況下開設了新站。

## 歷史
- 1946年（昭和21年）4月20日：川原湯站（日语：／）啟用[1]。
- 1987年（昭和62年）4月1日：伴隨國鐵分割民營化，車站由東日本旅客鐵道（JR東日本）營運[7][1]。
- 1991年（平成3年）12月1日：車站改名為川原湯溫泉站[1]。
- 2014年（平成26年）
  - 9月24日：舊車站大樓結業[4]。
  - 10月1日：車站遷移，新車站大樓開始營業[3]。此站編入至東京近郊區間[8]。
- 2017年（平成29年）3月4日：所有特急「草津」均通過此站，當日起只有定期普通列車停靠此站。

## 車站構造
本站是地面車站，設有1面2線的島式月台。此站設有跨站式站房，站房與月台之間設有樓梯和升降機連接。
本站的舊車站是設有2面2線的相對式月台的地面車站，兩月台之間設有跨線橋連接。當時設有吾妻線內僅存的木造的車站站房，但在車站遷移後便把舊站房拆毀。
此站是由長野原草津口站管理的簡易委託車站。早上和晚間沒有車站職員當值。在2014年車站遷移之際，直至八場水壩落成的2020年前。計了在車站西邊進行包括復原舊站房在內的地區振興設施。

### 月台
| 月台 | 路線    | 上下行 | 方向                  |
| ---- | ------- | ------ | --------------------- |
| 1    | ■吾妻線 | 下行   | 萬座·鹿澤口、大前方向 |
| 2    | ■吾妻線 | 上行   | 澀川、高崎、上野方向  |

參考

## 使用狀況
根據「JR東日本」資料，在2019年度（令和元年度）1日平均乘車人次為18人。在群馬縣JR有人車站中，為最少人使用的車站。
以下為近年乘車人次變化：
| 乘車人次變化       | 乘車人次變化     | 乘車人次變化    |
| 年度               | 1日平均 乘車人次 | 參考資料        |
| ------------------ | ---------------- | --------------- |
| 2000年（平成12年） | 87               | [ 利用客数 2 ]  |
| 2001年（平成13年） | 82               | [ 利用客数 3 ]  |
| 2002年（平成14年） | 80               | [ 利用客数 4 ]  |
| 2003年（平成15年） | 69               | [ 利用客数 5 ]  |
| 2004年（平成16年） | 56               | [ 利用客数 6 ]  |
| 2005年（平成17年） | 52               | [ 利用客数 7 ]  |
| 2006年（平成18年） | 46               | [ 利用客数 8 ]  |
| 2007年（平成19年） | 45               | [ 利用客数 9 ]  |
| 2008年（平成20年） | 40               | [ 利用客数 10 ] |
| 2009年（平成21年） | 40               | [ 利用客数 11 ] |
| 2010年（平成22年） | 32               | [ 利用客数 12 ] |
| 2011年（平成23年） | 24               | [ 利用客数 13 ] |
| 2012年（平成24年） | 24               | [ 利用客数 14 ] |
| 2013年（平成25年） | 20               | [ 利用客数 15 ] |
| 2014年（平成26年） | 31               | [ 利用客数 16 ] |
| 2015年（平成27年） | 26               | [ 利用客数 17 ] |
| 2016年（平成28年） | 27               | [ 利用客数 18 ] |
| 2017年（平成29年） | 22               | [ 利用客数 19 ] |
| 2018年（平成30年） | 21               | [ 利用客数 20 ] |
| 2019年（令和元年） | 18               | [ 利用客数 1 ]  |

## 車站周邊
由八場水壩形成的八場吾妻湖位於車站北邊（南岸）。
在川原湯溫泉站東邊500米當設有縣道375號，在穿越川原湯溫泉隧道便到達新溫泉街，共同浴場「王湯」在2014年（平成26年）7月遷移並重新營業，而舊溫泉街的商店和旅館也相繼遷移。
舊站設有站前廣場，鄰接國道145號（舊道）。舊站以西約500米的高處設有舊溫泉街。隨著進行八場水壩工程，舊溫泉街的建築物需要拆毀，包括了舊線的路軌與設備。而殘留下來的橋樑會被水淹沒。
另外，舊站本來最接近吾妻溪谷步行道和樽澤隧道。在車站遷移後變得較遠，距離為5公里以上，高度差為100米以上。新車站不方便前往該處，鄰站岩島站比較方便地前往上述兩處。
- 川原湯溫泉（日语：川原湯温泉）溫泉街 - 車站東邊約500米
  - 川原湯簡易郵局
  - 群馬縣道377號川原畑大戶線（日语：群馬県道377号川原畑大戸線）·八場大橋（日语：八ッ場大橋）
- 群馬縣道375號林岩下線（日语：群馬県道375号林岩下線）·不動大橋（日语：不動大橋 (群馬県)）
  - 道之驛八場故鄉館（日语：道の駅八ッ場ふるさと館） - 經不動大橋前往
- 群馬縣道377號川原畑大戶線·大柏木川原湯隧道

## 巴士路線
曾經JR巴士關東高速巴士「上州湯巡號」停靠舊站。在2012年（平成24年）11月1日起隨著改變路線而不再停靠。

## 圖庫
舊車站

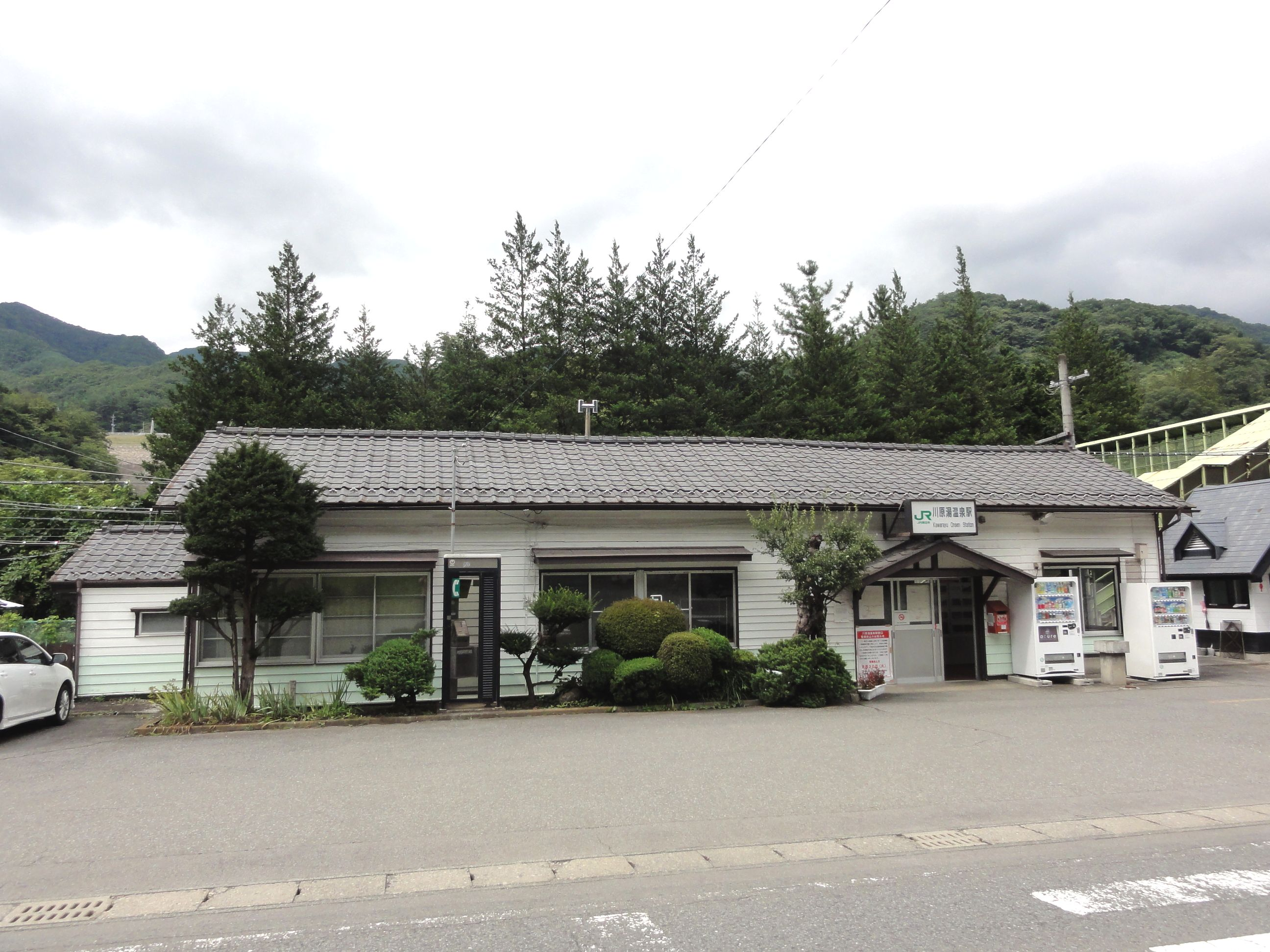
舊車站大樓（2014年9月）
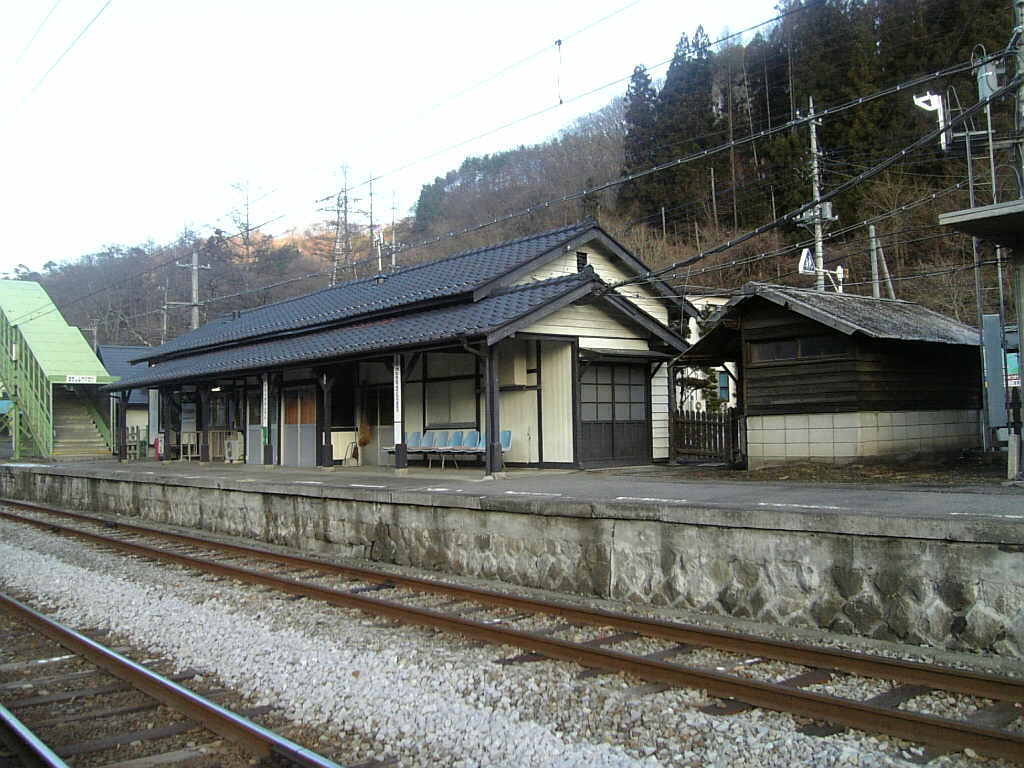
月台望向車站大樓（2006年3月）
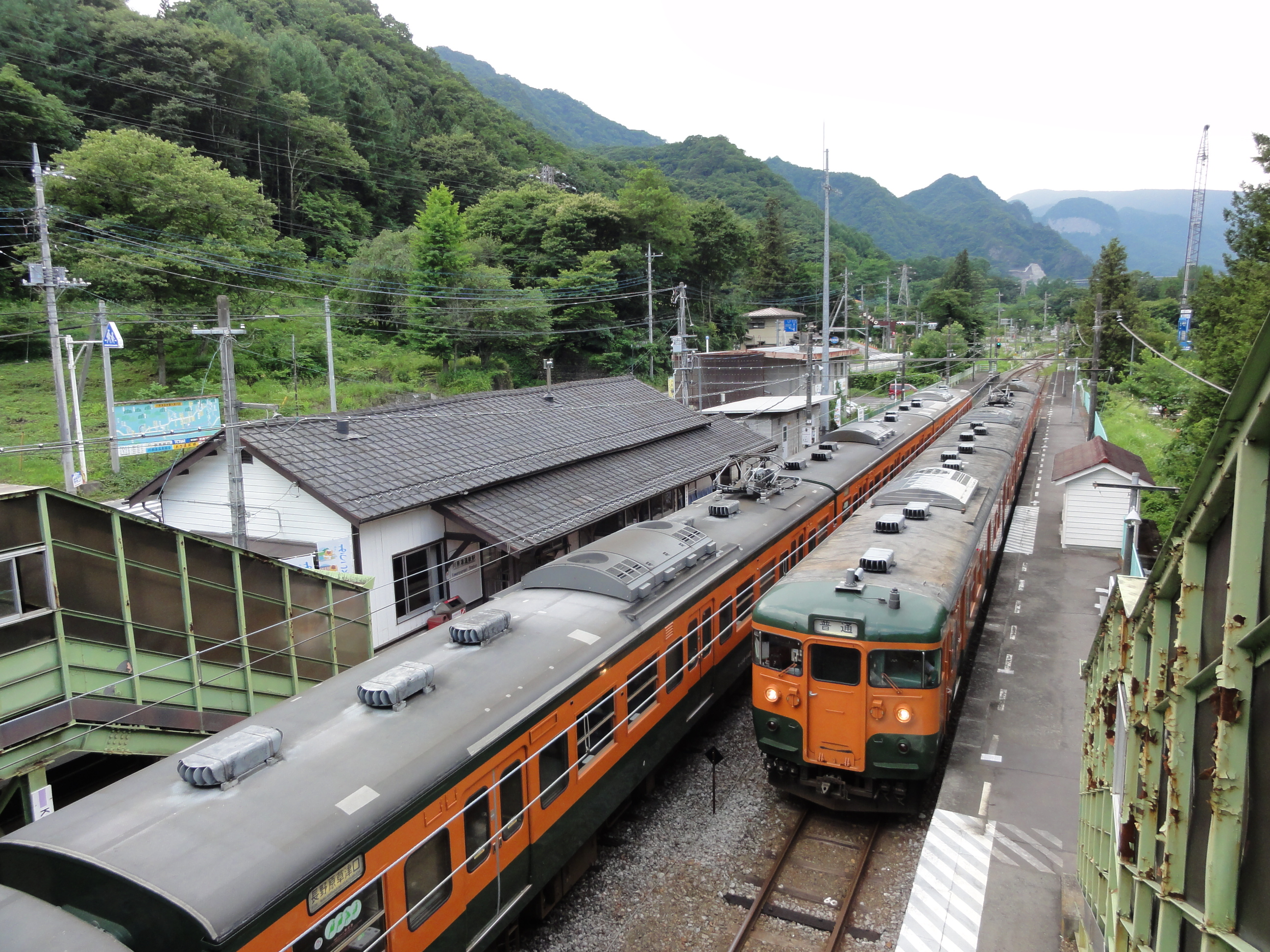
月台（上下行列車進站中，2011年7月）
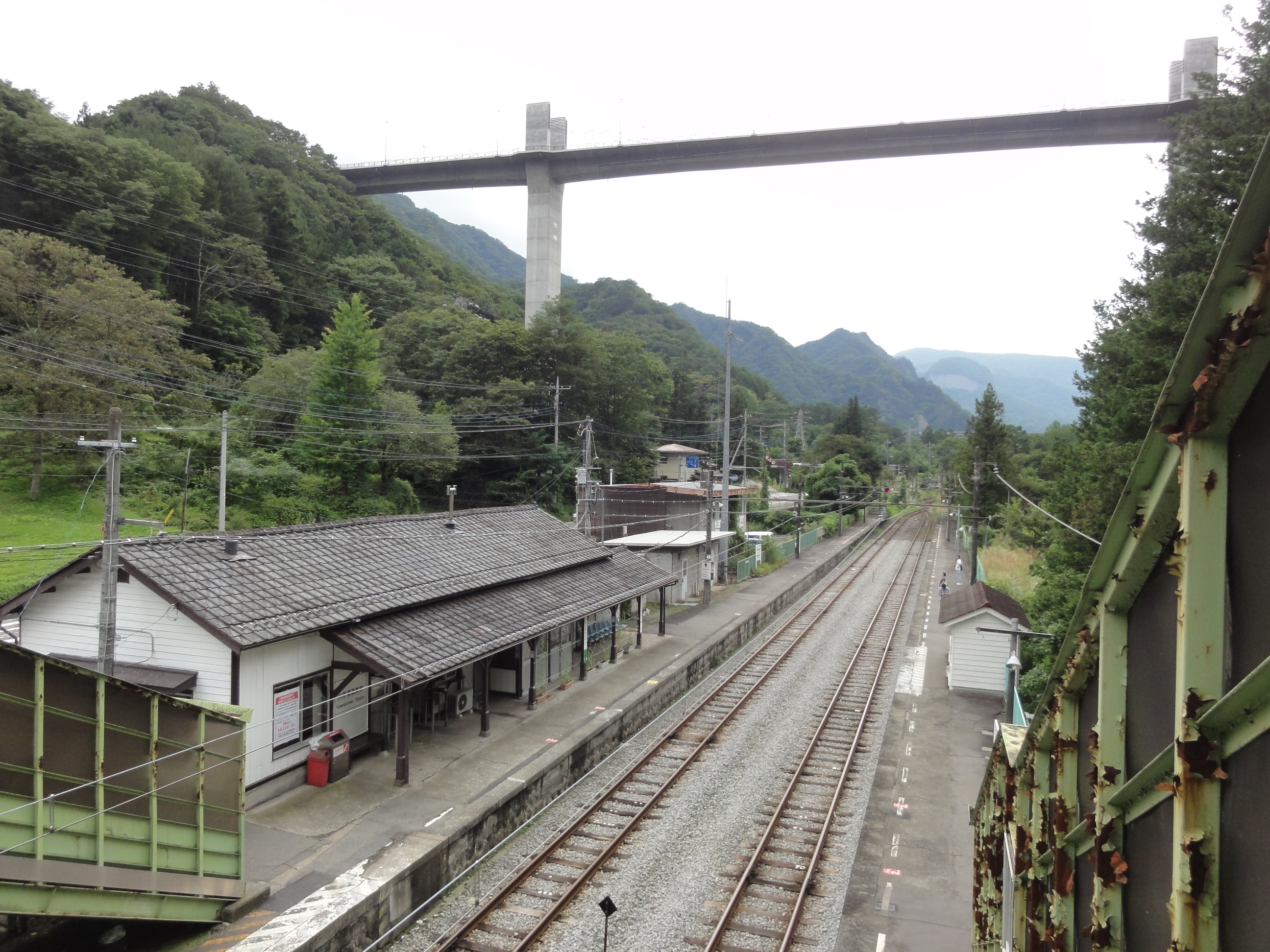
月台（八場大橋完成後，2014年9月8日）

建設中的新車站

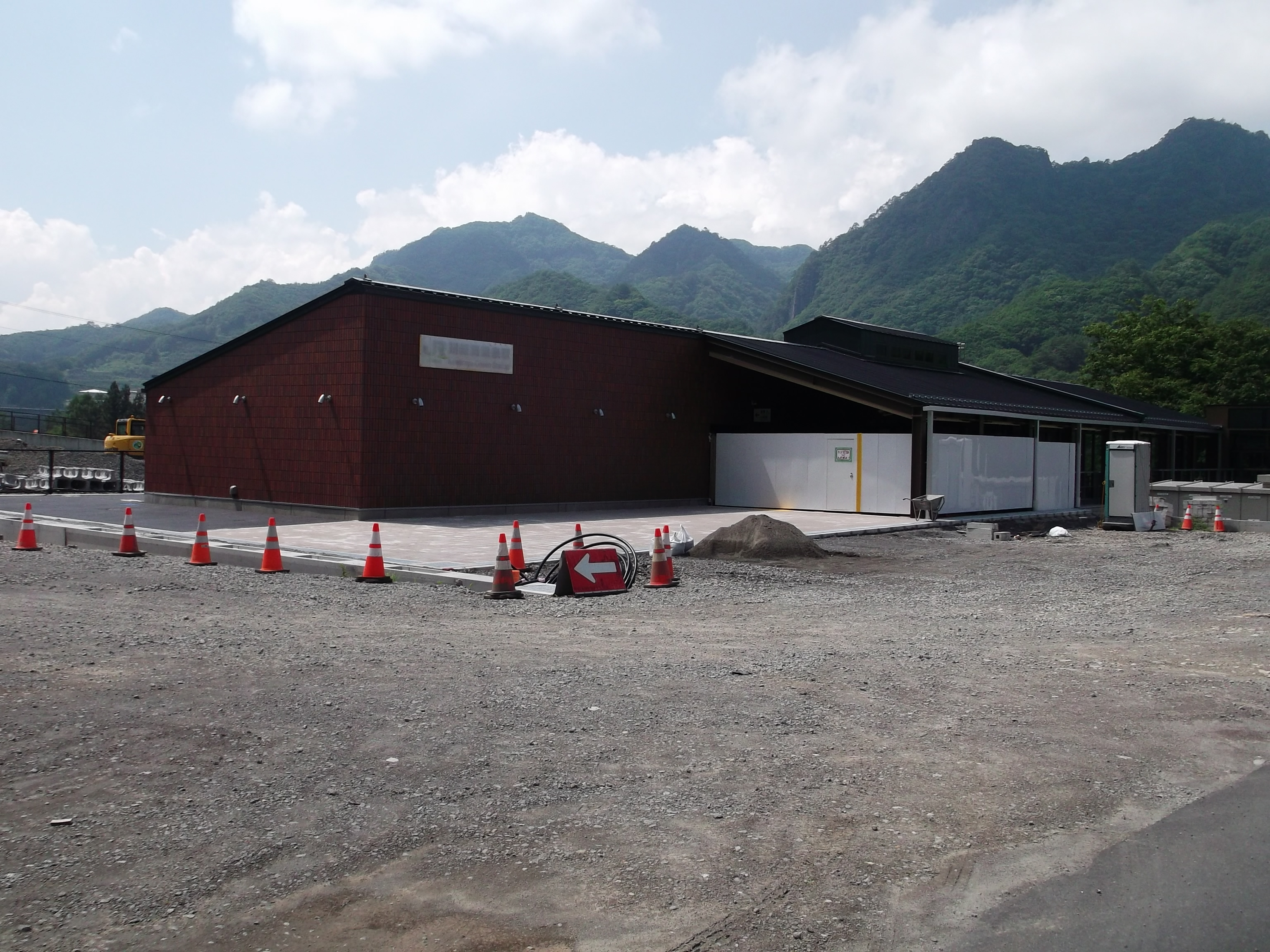
正在建設中的車站大樓（2014年7月）
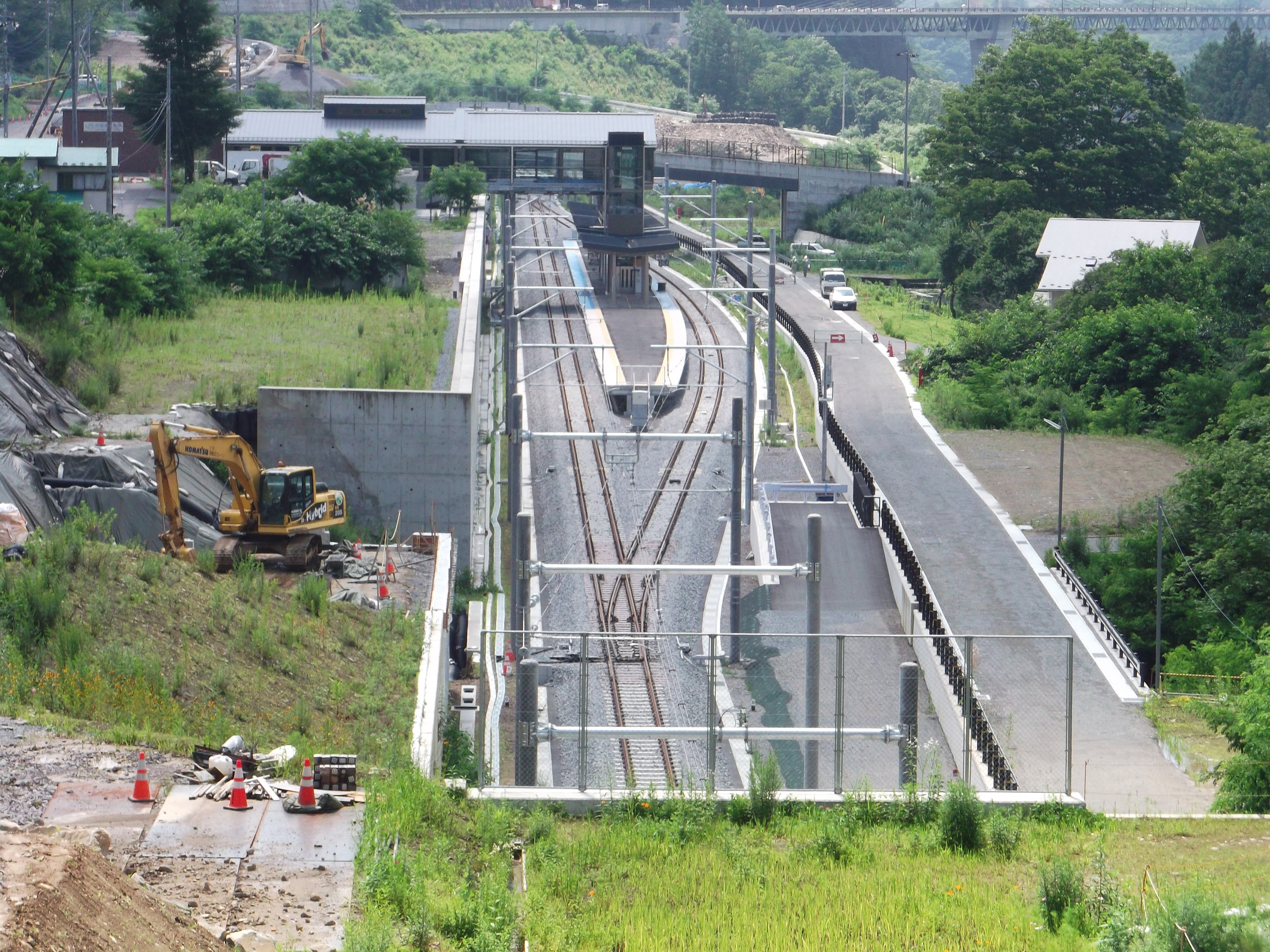
正在建設中的車站月台（2014年7月）

## 相鄰車站
東日本旅客鐵道（JR東日本）
■吾妻線
岩島－川原湯溫泉－長野原草津口

## 注腳

### 使用狀況
1. 1 2  . 東日本旅客鐵道.   [2020-07-18]. （原始内容存档于2020-10-31） （日语）.
2. ↑  . 東日本旅客鐵道.   [2019-04-11]. （原始内容存档于2018-02-13） （日语）.
3. ↑  . 東日本旅客鐵道.   [2019-04-11]. （原始内容存档于2019-04-02） （日语）.
4. ↑  . 東日本旅客鐵道.   [2019-04-11]. （原始内容存档于2019-04-02） （日语）.
5. ↑  . 東日本旅客鐵道.   [2019-04-11]. （原始内容存档于2019-04-02） （日语）.
6. ↑  . 東日本旅客鐵道.   [2019-04-11]. （原始内容存档于2019-04-02） （日语）.
7. ↑  . 東日本旅客鐵道.   [2019-04-11]. （原始内容存档于2017-08-08） （日语）.
8. ↑  . 東日本旅客鐵道.   [2019-04-11]. （原始内容存档于2019-03-27） （日语）.
9. ↑  . 東日本旅客鐵道.   [2019-04-11]. （原始内容存档于2017-08-08） （日语）.
10. ↑  . 東日本旅客鐵道.   [2019-04-11]. （原始内容存档于2019-04-02） （日语）.
11. ↑  . 東日本旅客鐵道.   [2019-04-11]. （原始内容存档于2019-04-02） （日语）.
12. ↑  . 東日本旅客鐵道.   [2019-04-11]. （原始内容存档于2016-03-27） （日语）.
13. ↑  . 東日本旅客鐵道.   [2019-04-11]. （原始内容存档于2019-03-26） （日语）.
14. ↑  . 東日本旅客鐵道.   [2019-04-11]. （原始内容存档于2019-04-02） （日语）.
15. ↑  . 東日本旅客鐵道.   [2019-04-11]. （原始内容存档于2016-03-04） （日语）.
16. ↑  . 東日本旅客鐵道.   [2019-04-11]. （原始内容存档于2019-03-26） （日语）.
17. ↑  . 東日本旅客鐵道.   [2019-04-11]. （原始内容存档于2017-08-12） （日语）.
18. ↑  . 東日本旅客鐵道.   [2019-04-11]. （原始内容存档于2017-10-01） （日语）.
19. ↑  . 東日本旅客鐵道.   [2019-04-11]. （原始内容存档于2019-03-25） （日语）.
20. ↑  . 東日本旅客鐵道.   [2019-07-17]. （原始内容存档于2020-05-14） （日语）.

## 外部連結
- 車站資訊（川原湯溫泉）：東日本旅客鐵道（日語）